# Promenade des Anglais

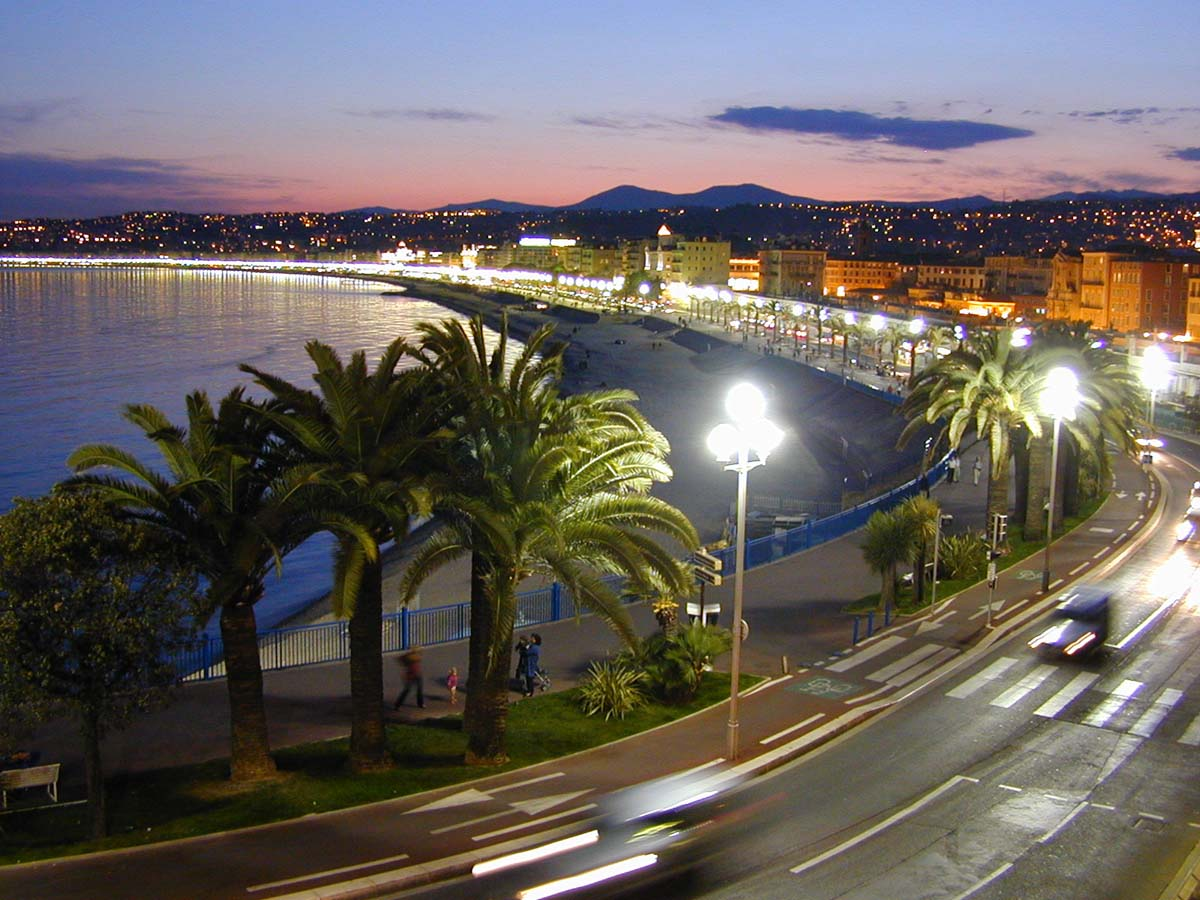
Zicht op de promenade vanaf de kasteelheuvel

De Promenade des Anglais (Wandelweg van de Engelsen) is de boulevard langs de Middellandse Zeekust in de Zuid-Franse stad Nice.
De Promenade loopt vanaf het oude centrum tot aan de luchthaven ten westen van de stad. Langs de weg bevinden zich diverse luxehotels en casino's. Het overwintergebied van buitenlanders, waaronder de Promenade des Anglais, staat sinds 2021 op de Werelderfgoedlijst van de UNESCO.

## Trivia
- De beroemde boulevard komt voor in het stripverhaal De ronde van Gallia van Asterix. De naam is daar Promenade des Bretons.